# Штадіон под Дубньом
«Штадіон под Дубньом» або  Стадіон ФК «Жиліна» (словац. Štadión pod Dubňom, Štadión MŠK Žilina) — футбольний стадіон у місті Жиліна, Словаччина, домашня арена ФК «Жиліна».
Стадіон побудований та відкритий 1941 року. У 2002 році реконструйований за вимогами Суперліги та УЄФА. Над трибунами споруджено дах. У ході багатоетапної реконструкції 2006—2015 років було споруджено чотири нові трибуни потужністю 11 258 глядачів із можливістю розширення до 15 000 місць. 2016 року природне покриття поля замінене на штучне.
Стадіон приймав матчі, у тому числі фінальний, у рамках Чемпіонату Європи з футболу U-17 2013 року.